# Духовні скріпи
«Духовні скріпи», часто трапляється написання «духовні скрепи» (рос. «духовные скрепы») або ж варіант "російські скріпи" (рос. «русские скрепы») — ідеологічна настанова в Росії, що позначає «традиційні цінності» для населення РФ, яка набула популярності за часів пізнього путінізму, після того, як 12 грудня 2012 була використана в Посланні президента В. В. Путіна до Федеральних Зборів Росії. Фактично застосовується як ідеологічне підґрунтя російської військової експансії.
Поняття «духовні скріпи» вперше було введене Олександрою Коллонтай в статті «Дорогу крилатому Еросу!» 1921 року як сентенція духовної близькості, кохання. Пізніше, вже майже через століття,  було використане для опису доктрини «російського світу» у виконанні московського патріарха Кирила, і в часи пізнього путінізму в Росії набуло популярності як ерзац «православ'я» в якості «політичного православ'я державної імперської церкви» в ідеологічній доктрині «російського світу».
Поняття є складовою частиною войовничої рашистської ідеології. Перетворившись на інтернет-мем серед критиків путінізму та «рашизму» поняття «духовні скріпи» стало популярним об'єктом глузування та насмішок. Також, як у російському інтернеті, так і в українському цей ідеологічно-клерикальний концепт «політичного православ'я» отримав назву «гундяєвщина» (рос. гундяевщина).

## Цікаві факти
- Під час окупації Криму Херсонес (територія Севастополя) був оголошений одним з джерел скріп російської культури та державності[7].
- Під час інтервенції Росії в Сирію до джерел російських духовних скреп також була зарахована Сирія[8][9].